# Colombo (serie televisiva)
Colombo (Columbo) è una serie televisiva statunitense di genere giallo-poliziesco, prodotta dal 1968 al 2003.
La serie ha per protagonista il personaggio del tenente Colombo interpretato da Peter Falk, che fu anche regista di un episodio. Premiata quattro volte con l'Emmy Award, fecero partecipazioni straordinarie attori famosi come Janet Leigh, Leslie Nielsen, Leonard Nimoy, Donald Pleasence e il cantautore Johnny Cash, mentre alcuni episodi furono diretti da noti registi come Steven Spielberg, Ben Gazzara, Jonathan Demme e John Cassavetes, che interpretò anche il ruolo dell'antagonista.
La serie esordì in lingua italiana il 16 novembre 1974 su TV Koper-Capodistria e, tre anni dopo, dal 6 luglio 1977, fu trasmessa su Rai 2 (all'epoca Secondo Canale); qualche anno dopo le nuove stagioni vennero trasmesse per la prima volta su Rete 4. Nei decenni a seguire viene replicata più volte, in particolare sui canali Mediaset.

## Produzione
La serie fu ideata da due compagni universitari, Richard Levinson e William Link, appassionati dei romanzi di Ellery Queen e ideatori della serie omonima per gli studi televisivi Universal, in California. I due ammisero di essersi ispirati al buffo e umile personaggio di Porfirij Petrovič, comparso nel romanzo Delitto e castigo di Fëdor Dostoevskij.
Negli anni sessanta, inoltre, Levinson e Link idearono uno schema - talvolta definito in inglese howcatchem cioè comeprenderlo - che ribaltava i presupposti del whodunit di matrice inglese, noto anche con il nome di giallo deduttivo partendo dal giallo classico. Infatti, sin dalle prime sequenze, lo spettatore conosce l'assassino poiché lo vede compiere il delitto. Il meccanismo sta nel capire in che modo il detective dovrà riuscire a smascherarlo, smontando pezzo per pezzo l'alibi fatto di complicate strutture intellettuali.
La struttura di tutti gli episodi, infatti, è pressoché standardizzata: dopo un preambolo iniziale in cui si conosce la vittima, viene mostrato l'omicidio in cui lo spettatore ha modo di vedere l'autore, così che possa poi meglio apprezzare l'indagine portata avanti dallo stesso investigatore.
Le prime storie furono ideate con il nome di Tenente Fisher, il cui primo episodio fu trasmesso il 31 luglio 1960 e interpretato dall'attore Bert Freed, con il titolo di Enough Rope, nella serie The Chevy Mystery Show, dove la coppia degli ideatori Levinson e Link riadattò uno dei racconti pubblicati sull'Alfred Hitchcock's Mystery Magazine.
Negli episodi successivi, il Tenente Fisher fu interpretato dall'attore Thomas Mitchell, che lo trasportò anche in una commedia teatrale di Broadway. Tuttavia, Mitchell morì nel 1962 e la serie fu interrotta, ma l'interesse mostrato dalla Universal Television condusse i due ideatori a cercare un nuovo interprete; la scelta cadde dapprima sugli attori Lee J. Cobb e Bing Crosby, ma entrambi rinunciarono per precedenti impegni. Nel 1965 quindi, fu contattato l'attore Peter Falk, che si rivelò entusiasta dell'idea. Link, a causa della fine delle precedenti puntate, decise anche per una rivisitazione del personaggio, cambiando anche il cognome del tenente da Fisher a Columbo, diventato Colombo in italiano.
Dopo la trasmissione dell'episodio pilota, Prescrizione assassinio, che fu inserito nel ciclo di puntate a rotazione del programma NBC Mystery Movie e trasmesso dalla Universal Television il 20 febbraio 1968, Falk, non del tutto convinto, fece un passo indietro. Si dovette attendere ancora un anno circa per convincere l'attore a continuare la serie, la quale fu prodotta e messa in onda a partire dal 1971 con un secondo episodio pilota, Riscatto per un uomo morto, trasmesso il 1º marzo di quell'anno e, a seguire, con la prima puntata, Un giallo da manuale, trasmessa il 15 settembre sempre del 1971. La serie proseguì regolarmente fino al 1978 (per un totale di sette stagioni) per poi essere interrotta per alcuni anni e riprendere nel 1989 con il titolo Il ritorno di Colombo, di cui lo stesso Falk divenne anche produttore esecutivo. Falk fu inoltre regista di uno degli episodi della prima serie (Progetto per un delitto), e collaborò, non accreditato, alla regia di un secondo e alla co-sceneggiatura di un terzo episodio.
La sigla iniziale musicale originale della serie è di Billy Goldenberg, e caratterizza Colombo dalla seconda puntata, poiché nella prima il tema jazz era invece di Dave Grusin. Spesso nella serie viene anche proposto il motivetto This Old Man, una nota e simpatica filastrocca musicale inglese per bambini e che anche il tenente, a volte, fischietta.

## Il personaggio
(Esclamazione tormentone della serie)

### Aspetto fisico

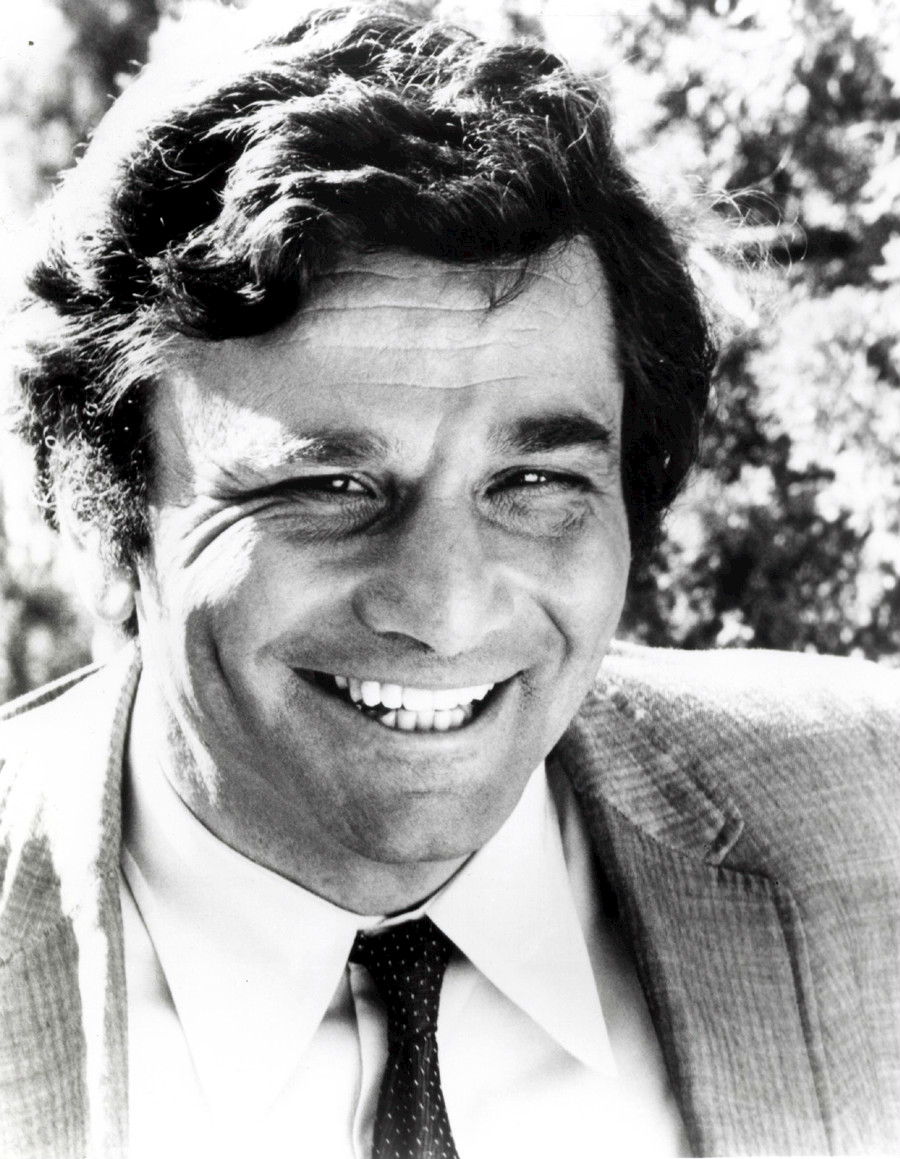
Peter Falk nei panni del tenente Colombo nel 1973

Colombo è un tenente in forza al Los Angeles Police Department (L.A.P.D.) che è la Polizia Locale della città di Los Angeles, assegnato alla Squadra omicidi. Di origini italiane, acuto e, nello stesso tempo, distratto e trasandato, con addosso un vecchio impermeabile beige, sbiadito e sgualcito, e da cui non si separa quasi mai; sotto, invece, indossa quasi sempre lo stesso tipo di camicia, cravatta e giacca. Nell'episodio Alle prime luci dell'alba, si scopre la misura delle scarpe di Colombo, dal momento che chiede dei calzini della taglia 10,5 USA, che nello standard europeo equivale al 43-44.
Nel 1968, quando a Peter Falk venne chiesto di interpretare un poliziotto "sui generis" nei due film TV, episodi pilota della serie, l'attore recitò vestito esattamente come si era presentato sul set la prima mattina. Il celebre impermeabile è suo, acquistato in un negozio di New York. Durante la prima serie, Falk ha veramente usato sempre la sua stessa camicia, la stessa cravatta, gli stessi pantaloni e le stesse scarpe, oltre naturalmente allo stesso impermeabile. Ne acquistò uno nuovo per girare gli episodi soltanto nel 1992.
Per molti tratti la figura del poliziotto investigatore senza precisi orari di lavoro, che trascura il suo aspetto e l'alimentazione per dedicarsi sulle sue capacità intuitive, era già presente in altre serie televisive americane, Ellery Queen appunto, ma anche in Baretta e Kojak, e ripreso più volte anche nel cinema. Falk, inoltre, portava una protesi oculare all'occhio destro, conferendo così quello sguardo distintivo particolare anche al personaggio. Nell'episodio speciale Sulle tracce dell'assassino, del 1997 il tenente ironizzerà su questo aspetto; infatti, mentre si reca a ispezionare una scena del crimine con un suo collega, affermerà che tre occhi vedono meglio di uno.

### Moglie e figli
Il tenente Colombo ha una moglie, a cui è molto affezionato e che nomina spesso, ma che tuttavia non compare mai. Colombo si riferisce a lei solo come "mia moglie" oppure "signora Colombo", senza mai chiamarla per nome. Di lei non viene mai mostrata neppure una foto. Nell'episodio Che fine ha fatto la signora Colombo?, della nona stagione, per un'indagine, si organizza il finto omicidio della moglie; in varie scene è visibile una foto, apparentemente quella della signora Colombo, ma in realtà si rivelerà essere, alla conclusione dell'episodio, la foto della sorella della moglie (per ammissione dello stesso tenente). Nello stesso episodio inoltre, Colombo afferma di non aver avuto figli, ma non è chiaro se lo dice solo per depistare l'assassina. Apparentemente quindi, i due coniugi Colombo sembrerebbero senza figli, ma nell'episodio L'uomo dell'anno, della terza stagione, il tenente, che deve uscire a cena, racconta di non avere trovato una baby sitter per la bambina piccola. In un altro episodio afferma che la moglie e i ragazzi sono dalla suocera, mentre in un altro (Gioco mortale) dice che il carretto dei gelati passa sempre all'ora di pranzo, e sua moglie si lamenta perché guasta l'appetito del bambino.
La misteriosa moglie, che rimane ignota per tutta la serie ufficiale, compare come protagonista dello spin-off, inedito in Italia, Mrs. Columbo, trasmesso per due sole stagioni dal 1979 al 1980. Nello spin-off, la moglie di Colombo è interpretata da Kate Mulgrew (che diverrà in seguito celebre nel ruolo del capitano Kathryn Janeway del franchise di Star Trek). In realtà dopo un poco caloroso avvio, si decise di rinominare il telefilm in "KATE LOVES A MYSTERY" e la protagonista diventa Kate Callahan, dopo aver divorziato dal marito.

### Altri parenti
Il tenente a volte fa riferimento anche a un cognato e ad altri parenti; anch'essi (tranne un nipote in Non c'è tempo per morire) non compaiono mai. Suo fedele compagno è un cane di razza basset hound particolarmente pigro, che reagisce a qualsiasi ordine accucciandosi; non ha un nome perché il tenente non ne ha trovato nessuno che piacesse a lui e alla moglie, e quindi lo chiama semplicemente Cane (anche se, nello stesso episodio, il tenente sembra proporre al cane il nome Beethoven ricevendo un silenzio/assenso). Il cane compare per la prima volta nell'episodio Concerto con delitto, e cambierà poi nelle diverse serie. Nel settimo episodio della seconda stagione L'ultimo scacco matto, il tenente rivela però a un altro personaggio che il cane un nome ce l'ha, ma che se viene usato per chiamarlo non risponde perché "non gli piace quel nome", quindi suggerisce di chiamarlo come meglio crede. Nel secondo episodio della terza stagione (L'uomo dell'anno) Colombo dichiara che entrambi i genitori erano italiani, e in un altro episodio che ha cinque fratelli e una sorella.

### L'automobile

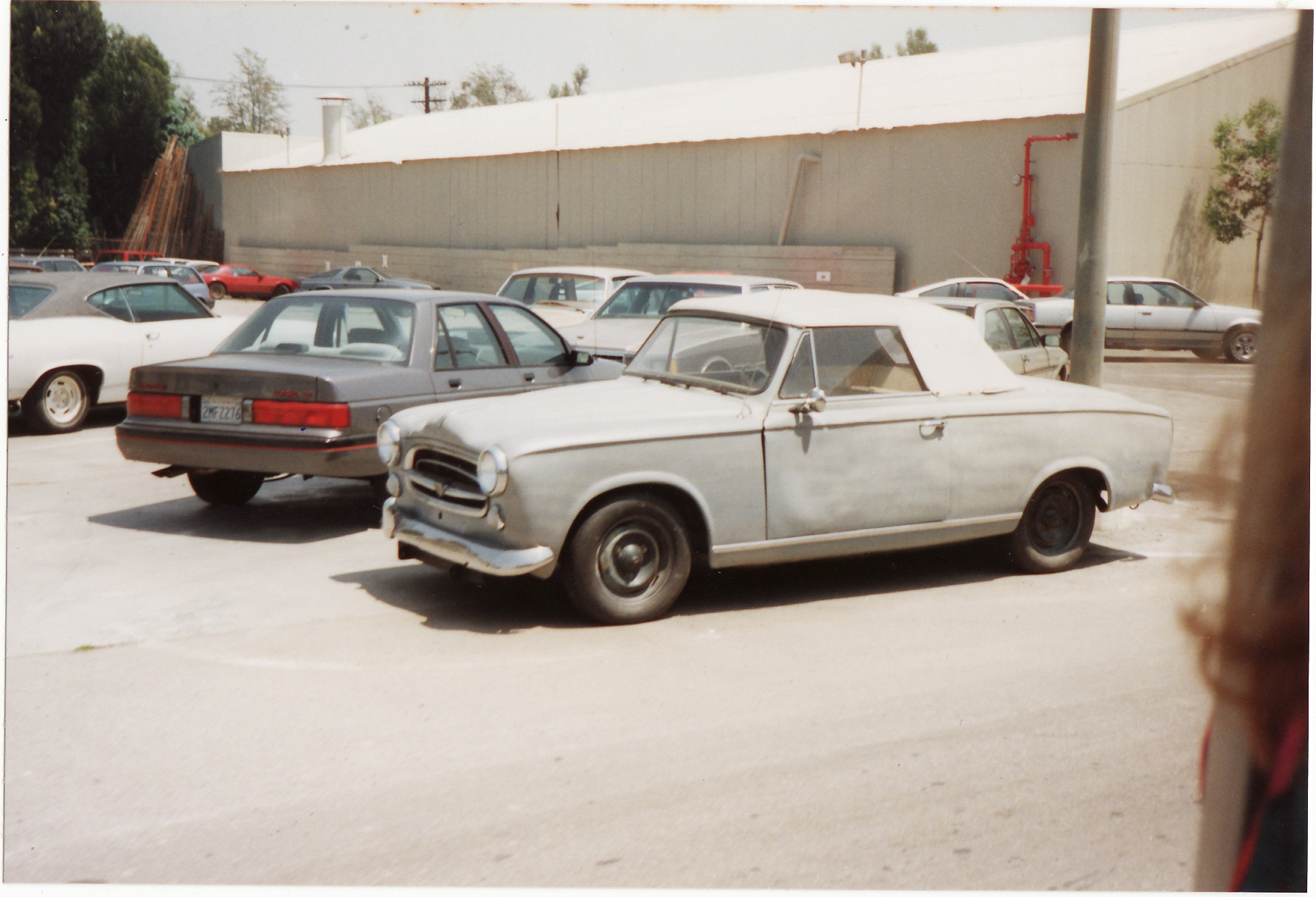
La Peugeot 403 Cabriolet del tenente Colombo in esposizione agli Universal Studios di Los Angeles

Colombo guida un'automobile francese, una vecchia Peugeot 403 decappottabile grigia (lo afferma nell'episodio Nuoce gravemente alla salute quando, con il presentatore Wade Anders, dopo varie e strampalate manovre del tenente, si scontrano in automobile) di cui è molto fiero nonostante abbia l'aspetto e il rumore di un macinino scassato. 
In due episodi (Candidato per il crimine e Il segreto di Nora Chandler), a chi gli chiede perché non acquisti un'altra vettura, Colombo risponde che in famiglia possiedono già due auto, e la più recente delle due è la sua, perché quella più vecchia è usata da sua moglie, lasciando immaginare al pubblico il disastroso stato di tale auto.
Nella serie della NBC l'auto è targata 044APD, mentre nelle serie girate con la ABC la targa è 448 DBZ. 
Per quanto concerne le auto altrui si nota che in quasi tutti i film di Colombo appaiono una Rolls-Royce o una Mercedes.

### Altre caratteristiche

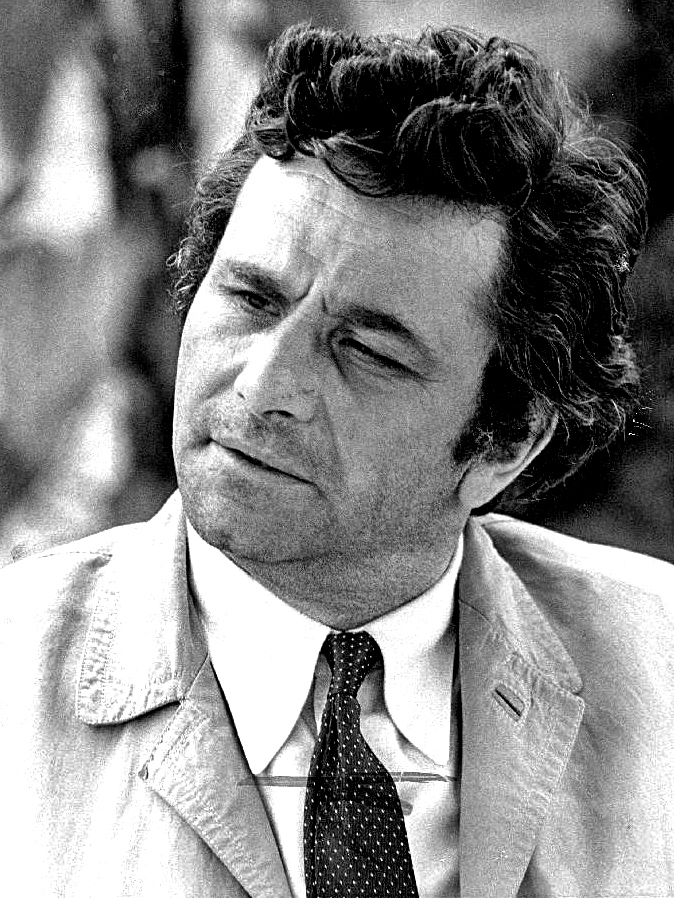

Del tenente Colombo non viene mai rivelato il nome di battesimo, ma viene indicato sempre e solo come tenente Colombo, anche se negli episodi La pistola di madreperla e Una questione d'onore si vede un primo piano di un suo documento, e nella firma si legge Frank. Nell'episodio Indagine ad incastro, alla domanda di quale sia il nome di battesimo, lui risponde "tenente".
Nell'episodio Il canto del cigno, Colombo rivela inoltre di aver partecipato alla Guerra di Corea, come membro della "polizia militare".
Colombo è altresì un incallito fumatore: di solito compare con uno scadente mozzicone di sigaro in mano, che lo aiuta a ragionare, così come anche il suo inseparabile impermeabile. Per le sue indagini inoltre, annota gli appunti in uno stropicciato taccuino. Solo in un episodio, L'omicidio del professore, ricorre a un registratore audio.
Grazie alla sua lunga esperienza, Colombo ha sviluppato una notevole capacità intuitiva e una finissima osservazione, grazie alle quali, alla fine, riesce sempre a individuare l'assassino. Una mancanza, un dettaglio minimo, un gesto inconsueto del presunto assassino lo insospettiscono immediatamente. Ha un QI superiore alla media, cosa questa che viene scoperta nell'episodio della sesta stagione Prova d'intelligenza; in questo episodio, Colombo dichiara: «Quando sono entrato nella polizia c'erano parecchi più in gamba di me e più intelligenti di me. Allora mi dissi che se avessi lavorato più di loro, se mi fossi applicato di più, con maggiore costanza, ce l'avrei fatta. E ce l'ho fatta» e l'assassino, suo interlocutore, risponde (riferendosi alla propria intelligenza superiore): «Ho sempre dovuto nascondere la mia intelligenza ai miei compagni, alle mie sorelle, ai miei fratelli. La gente non ama le persone in gamba.» Nello stesso episodio, Colombo risolve anche un problema d'informazione minima proposto dall'assassino stesso e risolve in un batter d'occhio la domanda più complessa di un test per il quoziente d'intelligenza.
Pur essendo un poliziotto, non porta mai armi con sé e non si allena al poligono; tuttavia, userà una pistola soltanto in un unico caso, ovvero nell'episodio Play back, ma soltanto per fare un esperimento balistico in una scatola di sabbia; qui afferma con gravità di avere orrore per le armi. In un altro episodio, nella scena finale di Non c'è tempo per morire, si ritroverà sul punto di adoperarla in un'irruzione per liberare una donna rapita (la moglie di suo nipote in quell'episodio), ma verrà anticipato da alcuni poliziotti. Inoltre nell'episodio della nona stagione Dente per dente, afferma che, in 22 anni di polizia, non ha mai dovuto usare la sirena lampeggiante e quindi non sa che va collegata all'accendisigari, che ovviamente non funziona.
Colombo infine ama la buona cucina e adora la musica lirica; soffre il mal di mare, soffre di vertigini, ha paura di volare ed è claustrofobico. Il suo piatto preferito è il chili con carne, nel quale lui stesso frammenta alcuni cracker, nonché il panino con il burro di arachidi e l'uvetta passa; tuttavia, spesso appare con un paio di uova sode che mangia per colazione.

## Struttura degli episodi

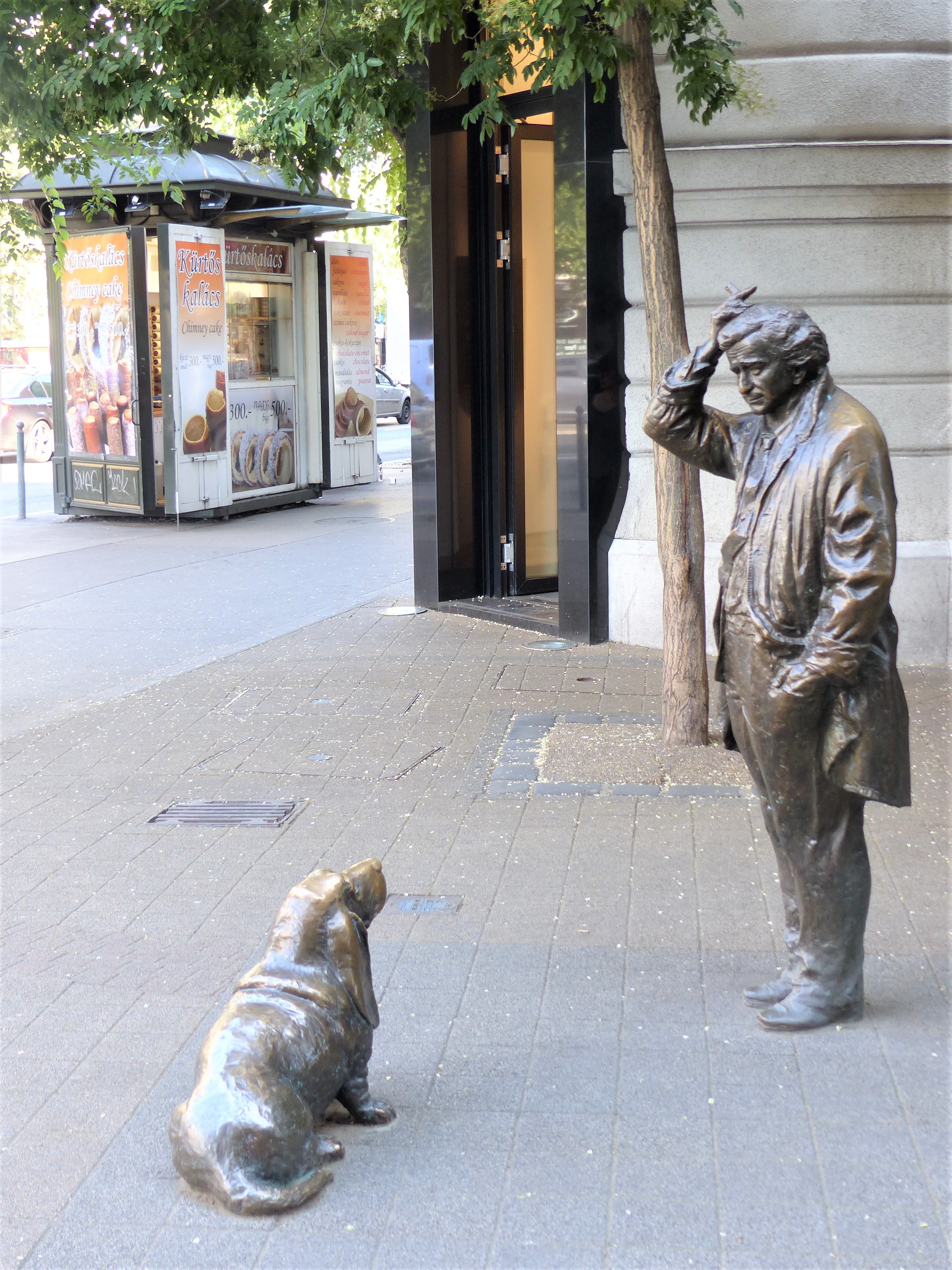
Statua del tenente Colombo e del fedele "Cane" a Budapest

Gli episodi, tranne poche eccezioni, sono strutturati nel medesimo modo: all'inizio si assiste all'omicidio e alla strategia che l'assassino elabora per simulare la propria innocenza (per esempio, alterando l'ora presunta della morte o gettando la colpa su un innocente). Dopo di che entra in gioco Colombo, che comincia a indagare, in genere con domande insistenti e apparentemente sconclusionate poste ai sospettati. In un'intervista, Peter Falk ha confidato che per sapere il momento in cui Colombo capisce chi possa essere l'assassino basta osservare quando il tenente fa il primo riferimento a sua moglie. Intuito chi sia l'assassino, avvia con lui un lungo confronto, approfondendone la conoscenza per capire il contesto in cui è maturato l'omicidio e, di conseguenza, il movente. L'assassino, ingannato dall'aspetto trasandato e goffo dell'investigatore, tende in genere a sottovalutarne l'abilità, assumendo inizialmente nei suoi confronti un atteggiamento di condiscendenza e falsa cortesia.
Dapprima Colombo vuole solo togliersi qualche dubbio: talvolta il caso pare già chiuso, solo che qualche particolare, anche minimo e apparentemente insignificante, non gli torna. Quando sembra che Colombo non debba più farsi vivo, l'assassino tira un sospiro di sollievo; ma, dopo che Colombo diventa ossessivo, allora l'omicida si rende conto di essere sospettato. Per inchiodare l'assassino, Colombo deve spesso bluffare, facendosi talvolta aiutare da conoscenti della vittima o dell'assassino stesso (come nell'episodio Testimone di se stesso). Ogni episodio termina con una scena finale, una resa dei conti fra il tenente e l'omicida, inchiodato da un particolare schiacciante quanto apparentemente insignificante, oppure spinto a tradirsi con un tranello.
Gli episodi che non seguono questo schema standard sono:
- Doppio shock, dove Martin Landau interpreta due gemelli fisiognomicamente identici e lo stesso Colombo, pur risolvendo il mistero e incastrando entrambi portandoli alla confessione, non è in grado di stabilire chi ha materialmente commesso il delitto e chi invece ha solo aiutato a portare a compimento il piano
- Un amico da salvare: episodio con una trama più complessa, con un omicidio iniziale che fornisce il pretesto per quello su cui è chiamato a indagare Colombo, le cui indagini sono rese più complicate dal fatto che l'omicida è amico di un suo diretto superiore
- L'ultima diva: l'episodio si conclude con la confessione di un innocente, che si accusa del delitto per salvare la donna da sempre amata, la quale, a causa di un aneurisma cerebrale, non ricorda più di avere ucciso il marito. Colombo scopre la verità, ma rinuncia ad arrestare la donna, alla quale rimangono pochi mesi di vita
- L'ultimo saluto al commodoro, dove il presunto omicida del delitto iniziale viene inaspettatamente ucciso nel corso della vicenda. Lo spettatore viene portato a conoscenza dell'identità del vero omicida solo nella scena finale, durante il confronto fra i vari indiziati
- Qualcuno ha ingannato il tenente Colombo: Colombo deve indagare sulla scomparsa della proprietaria di una rivista per soli uomini; tutto lascerebbe pensare ad un omicidio, ma a un certo punto la presunta vittima riappare viva e vegeta, facendo fare al tenente la figura dell'idiota. Colombo saprà tuttavia riscattarsi nel finale, quando l'omicidio della suddetta donna verrà commesso realmente (anziché, come di consueto, all'inizio dell’episodio) e lui smaschererà subito l'assassino
- Che fine ha fatto la signora Colombo?: Episodio che si apre con un flash forward sul funerale della moglie del tenente. Poi l'episodio racconta come si è arrivati alla morte della donna, e lo stesso Colombo correrà il rischio di essere ucciso
- Non c'è tempo per morire: episodio dove non vi è un omicidio, bensì il rapimento della novella sposa del nipote di Colombo, che pertanto deve indagare per ritrovarla
- Indagine ad incastro: Colombo conduce una specie di caccia al tesoro. La ricerca consiste nel trovare i pezzi di una foto, come le tessere di un puzzle, la quale indica l'ubicazione esatta di quattro milioni di dollari trafugati in una banca. Gli omicidi e le aggressioni son più d’uno e solo alla fine si scopre chi ha ucciso le persone coinvolte

### Riferimenti incrociati
In quattro episodi della serie, il tenente fa riferimento a un altro episodio della serie stessa: in Una questione d'onore, Colombo accenna all'omicidio su una nave da crociera dell'episodio Assassinio a bordo; in Alibi calibro 22 e in Un killer venuto dal Vietnam, fa riferimento all'episodio Candidato per il crimine; in Omicidio telecomandato, durante una lezione ad alcuni studenti, cita la soluzione dell'episodio Agenda per omicidi. Nel primo episodio, Un giallo da manuale, Colombo interroga uno scrittore di gialli di nome Ken Franklin che vive in una casa in riva all'oceano. La stessa casa compare in Gioco mortale e i bestseller fittizi di Ken Franklin sono esposti nella libreria del generale Hollister (interpretato da Eddie Albert) in La pistola di madreperla. In Mio caro nipote, Roddy McDowall indossa una camicetta blu che indossava anche nell'episodio pilota della serie Mistero in galleria.

## Guest star e registi famosi

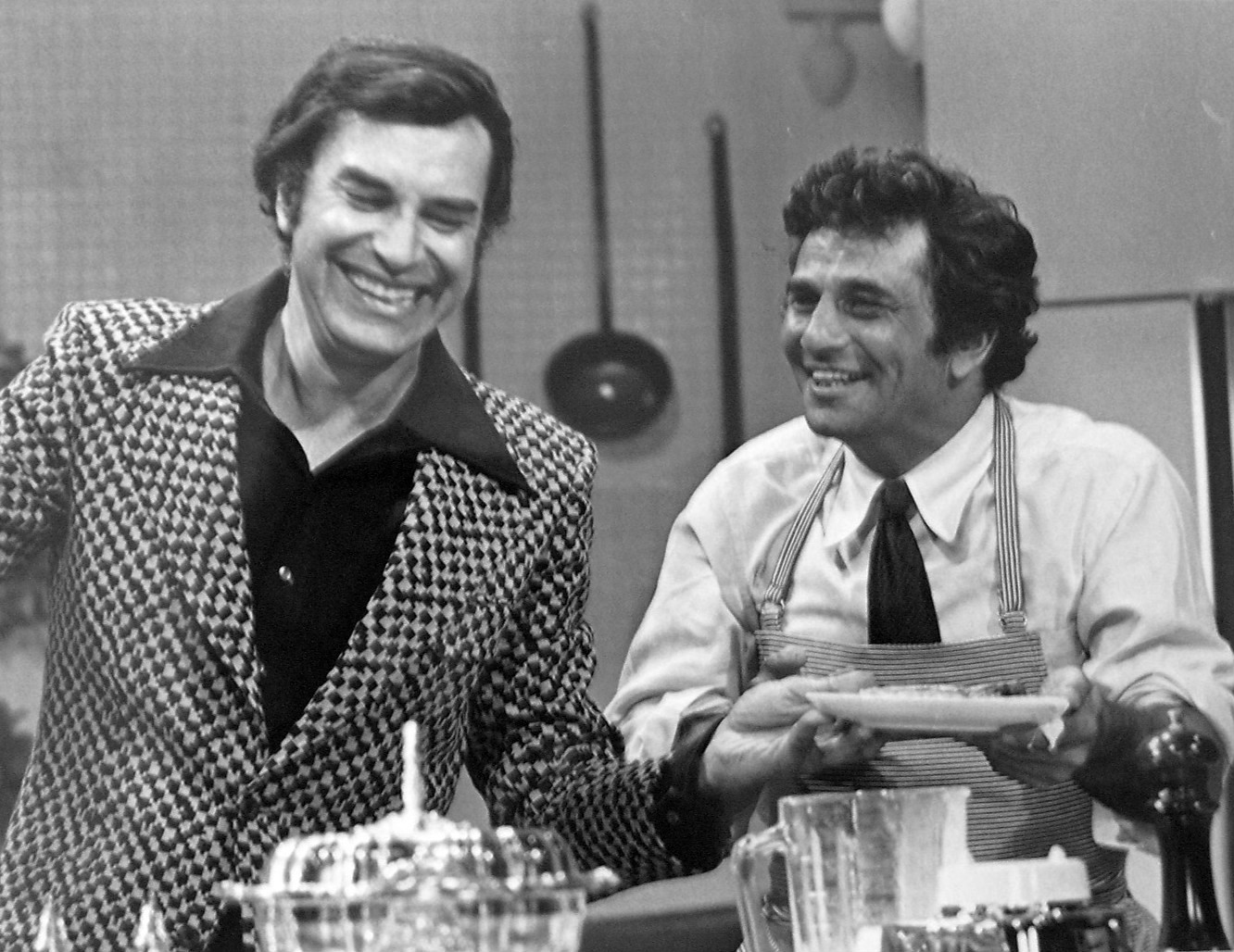
Martin Landau e Peter Falk nell'episodio Doppio shock (1973)

Molti attori noti hanno partecipato, specialmente nel ruolo degli assassini, come guest star o special guest star a episodi di Colombo: Vincent Price, Gene Barry, George Hamilton, Leslie Nielsen, Leonard Nimoy, Rod Steiger, Mel Ferrer, Robert Culp, Forrest Tucker, Faye Dunaway, Ray Milland, Johnny Cash, Martin Landau, Robert Vaughn, Clive Revill, Martin Sheen, Jack Cassidy, Gena Rowlands, Dick Van Dyke, Fionnula Flanagan, Eddie Albert, Olivia Hussey, Ricardo Montalbán, Patrick O'Neal, Susan Clark, Myrna Loy, Ida Lupino, Anne Baxter, Dennis Dugan, Lesley Ann Warren, Lee Grant, Richard Basehart, Honor Blackman, Laurence Harvey, Vera Miles, Jackie Cooper, José Ferrer, Richard Kiley, Robert Conrad, Oskar Werner, Janet Leigh, Héctor Elizondo, John Dehner, Ruth Gordon, Kim Cattrall, Donald Pleasence, Patrick McGoohan, John Ashton e Little Richard.
Inoltre, va ricordata l'attrice Shera Danese, moglie di Peter Falk in seconde nozze, che compare in sei episodi della serie, e la partecipazione di importanti caratteristi quali John Randolph, Val Avery, Vito Scotti, Don Ameche, Kim Hunter, Robert Loggia, L.Q. Jones, G.D. Spradlin e Julie Harris. Inoltre Jeff Goldblum fa un'apparizione non accreditata e Jamie Lee Curtis serve una ciambella a Colombo in un episodio dove compare come cameriera. La famosa costumista di Hollywood Edith Head compare in un cameo in Il segreto di Nora Chandler: Colombo è ritratto nel suo vero ufficio dove, sulla scrivania, compaiono i sette Oscar che aveva vinto fino a quel momento (successivamente ne avrebbe vinto un ottavo). William Shatner fa la parte dell'assassino due volte:la prima in Ciak si uccide, interpretando un attore che (come Shatner) in passato ha lavorato in Star Trek, quindi un primo piano del Capitano Kirk è incorniciato dietro il divano del soggiorno del suo personaggio,la seconda nell'episodio Edizione straordinaria per un delitto. Jack Cassidy interpreta l'assassino per ben tre volte: in Un giallo da manuale (Murder by the Book), nella prima stagione, in Un killer venuto dal Vietnam (Publish or perish), nella terza stagione e,infine, ne L'illusionista ( Now You See Him), quinta stagione.

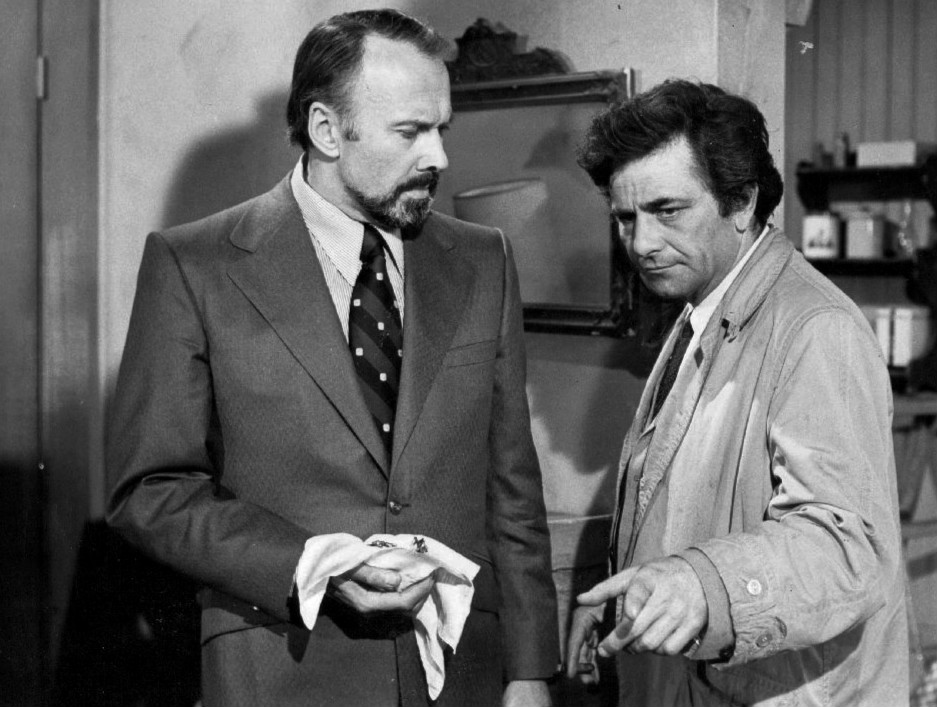
Peter Falk e Richard Kiley nell'episodio Un amico da salvare (1974)

Alcuni registi famosi hanno diretto episodi della serie televisiva. Fra essi vanno menzionati:
- Steven Spielberg, agli esordi della sua carriera, ha diretto nel 1971 Un giallo da manuale (Murder by the Book), di fatto il primo vero episodio della prima stagione dopo due "episodi pilota"
- Leo Penn, padre di Sean, ha diretto L'uomo dell'anno e I cospiratori
- John Cassavetes, coregista e protagonista dell'episodio Concerto con delitto
- Ben Gazzara, regista degli episodi Un amico da salvare e Assassinio a bordo
- Jonathan Demme, premio Oscar per la regia de Il silenzio degli innocenti, regista dell'episodio Vino d'annata
- Ted Post, regista degli episodi Un caso di immunità e Una questione d'onore

## Episodi
La durata degli episodi della serie classica è di circa 70 minuti; fanno eccezione gli episodi 2.1, 2.4, 3.2, 3.3, 3.7, 3.8, 4.1, 4.2, 4.3, 4.4, 5.1, 5.3, 5.5, 5.6, 7.3, 7.5, oltre al film TV e all'episodio pilota che hanno una durata di circa 90 minuti. La durata degli episodi della serie moderna (dal 1989), Il ritorno di Colombo, è di circa 90 minuti per tutti gli episodi. In Italia quattro episodi della durata di 90 minuti furono proiettati al cinema, e solo molti anni dopo, nel 1987, furono trasmessi in televisione da Rete 4:
- Riscatto per un uomo morto (4 aprile 1978)
- Concerto con delitto (23 giugno 1978)
- Un amico da salvare (12 dicembre 1978)
- Scacco matto a Scotland Yard (8 febbraio 1979)

Il protagonista è stato doppiato da Giampiero Albertini e da Antonio Guidi (dopo la morte di Albertini, dalla nona stagione); unica eccezione l'episodio pilota Riscatto per un uomo morto (Ransom for a Dead Man) doppiato da Ferruccio Amendola; la scelta di questo doppiaggio fu dovuta al fatto che il film fu affidato alla società di doppiaggio CDC.
| Stagione                           | Episodi                | Prima TV originale | Prima TV Italia |
| ---------------------------------- | ---------------------- | ------------------ | --------------- |
| Prima stagione (+2 episodi pilota) | 7 (+ 2 episodi pilota) | 1968-1972          | 1977-1987       |
| Seconda stagione                   | 8                      | 1972-1973          | 1977-1987       |
| Terza stagione                     | 8                      | 1973-1974          | 1977-1987       |
| Quarta stagione                    | 6                      | 1974-1975          | 1977-1982       |
| Quinta stagione                    | 6                      | 1975-1976          | 1978-1982       |
| Sesta stagione                     | 3                      | 1976-1977          | 1981            |
| Settima stagione                   | 5                      | 1977-1978          | 1981-1982       |
| Ottava stagione                    | 4                      | 1989               | 1991            |
| Nona stagione                      | 6                      | 1989-1990          | 1991-1992       |
| Decima stagione                    | 14                     | 1990-2003          | 1992-2004       |

## Influenza culturale

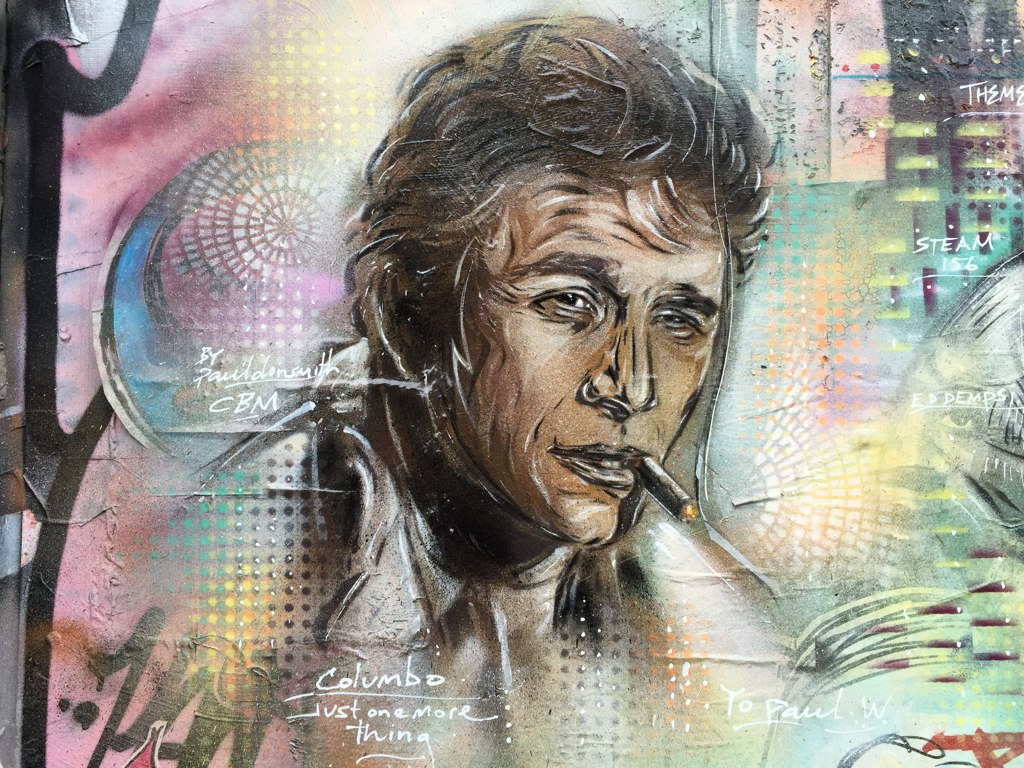
Murale a Londra raffigurante il tenente Colombo

- Colombo, insieme ad altri personaggi televisivi, appare in una storia del celebre fumetto di Disney Topolino (edizione Italia) n. 1629 del 12 febbraio 1987 Topolino e la scorribanda nei canali, dove viene chiamato "Tenente Piccione". Con lo stesso nome, appare anche nell'anime giapponese Nanà Supergirl del 1984, Ep. 22 L'attrice rapita
- l'attore Peter Falk sarà uno dei protagonisti del film Il cielo sopra Berlino (1987) di Wim Wenders, dove viene identificato da alcuni fans berlinesi come il "tenente Colombo". Nel corso del film invece, interpretando se stesso, si rivelerà come un regista che giunge a Berlino per girare un film sulla seconda guerra mondiale, e contribuirà a spingere Damiel a diventare umano
- Hanna-Barbera crearono un personaggio dei cartoni, Mumbly, che riprendeva le principali caratteristiche del tenente: l'impermeabile, la macchina tutta scassata e il suo comparire sempre di fronte al colpevole quando questi crede di essersene ormai liberato
- Nell'episodio 72 dei cartoni animati della seconda stagione di Lupin III, del mangaka Monkey Punch, per arrestare il famigerato ladro, viene ingaggiato il bambino Bolonco, figlio immaginario del tenente Colombo, con i medesimi abiti e capigliatura. In quell'episodio, oltre alla cattura di Lupin, entra in mezzo un omicidio da risolvere. Lo stesso Bolonco riappare nel film-TV anime del 2009 Lupin III vs Detective Conan
- Nel 1984 e nel 1987, Peter Falk fu chiamato in Italia a interpretare i panni del tenente per alcuni spot dei supermercati Coop
- Il personaggio ispirò anche la band italiana Baustelle con la canzone Colombo (dall'album Amen, 2008), nella quale si fa anche riferimento preciso all'episodio diretto e interpretato da John Cassavetes: Concerto con delitto
- Negli anni duemila la serie francese Élodie Bradford, vede uno svanito detective donna, anch'ella persecutrice di sospettati, al punto da esserne sedotta pur di sviarla nelle indagini
- Il personaggio é citato nel film Il mistero di Bellavista di Luciano De Crescenzo per l'abbigliamento trasandato

## Accoglienza
Secondo il sito TV.com, l'intera serie di Colombo ha ricevuto una critica di 8,4/10 basata su 935 recensioni. Secondo IMDb.com tutta la serie ha ricevuto 8,2/10 basato su 26.751 voti (tra cui 3 voti dello staff di IMDb). Secondo il sito Internet davinotti.com la serie merita 4/5 basato su 20 commenti.

## Spin-off
Priva di Colombo, a causa del rifiuto di Peter Falk di proseguire la serie, la rete televisiva statunitense NBC nel 1979 realizza lo spin-off dedicato alla fantomatica moglie. Prende così il via Mrs. Columbo, ribattezzato successivamente Kate Loves a Mystery, nel quale la moglie del tenente, da lui sempre ricordata, si chiama Kate Columbo ed è una detective dilettante, nonché giornalista del Valley Advocate. Anche lei fa spesso riferimento al famoso marito nei suoi medesimi termini, sia come impedimento implicito, sia come paragone.
Peter Falk si rifiuterà sempre di recitare, anche solo per un cameo, nella serie. Dopo i primi episodi, il telefilm, non riuscendo a incontrare il favore del pubblico, nonostante la bravura e professionalità della protagonista Kate Mulgrew, chiuse definitivamente dopo tredici puntate. La serie in Italia è inedita.
Inoltre va detto che questa Mrs. Columbo suscitò all'epoca molte critiche negli ammiratori della serie originale, anche perché sembrava impossibile che il tenente Colombo avesse mai potuto divorziare dalla moglie, come successo (fuori schermo) in questo telefilm. Così, la produzione prese sempre più le distanze dalla serie originale (anche cambiando il titolo stesso della serie), in modo da fare supporre che questa Signora Colombo fosse solo un'omonima della moglie del tenente di cui tutti conoscevano l'esistenza.
Inoltre Peter Falk ha espresso la sua disapprovazione per lo spin-off, definendolo una "cattiva idea" e "vergognoso". Quando la serie (moderna) di Colombo tornò in onda nel 1989 su ABC, fu inoltre stabilito che il tenente Colombo e sua moglie mrs. Colombo erano ancora felicemente sposati e l'esistenza della serie Mrs. Columbo fu effettivamente ignorata.